# Список непташиних динозаврів-символів штатів США

Розташування США

Деякі штати США мають динозаврів-символів. На цій сторінці наведено список непташиних динозаврів-символів штатів США.

## Список непташиних динозаврів-символів штатів США
| Штат           | Динозавр-символ | Зображення динозавра (реконструкція або останки) | Час існування символом         |
| -------------- | --------------- | ------------------------------------------------ | ------------------------------ |
| Аризона        | Соноразавр      |                                                  | з 2018                         |
| Арканзас       | Арканзавр       | -                                                | з 2017                         |
| Каліфорнія     | Августинолофус  |                                                  | з 2017                         |
| Колорадо       | Стегозавр       |                                                  | з 1982                         |
| Коннектикут    | Дилофозавр      |                                                  | з 2017                         |
| Округ Колумбія | Капіталозавр    |                                                  | з 1998                         |
| Айова          | Тиранозавр      |                                                  | з 1992                         |
| Меріленд       | Астродон        |                                                  | з 1998                         |
| Міссурі        | Гіпсибема       |                                                  | з 2004                         |
| Нью-Джерсі     | Гадрозавр       |                                                  | з 1991                         |
| Оклахома       | Акрокантозавр   |                                                  | з 2006                         |
| Техас          | Завропосейдон   |                                                  | з 2009, доти з 1997 — астродон |
| Юта            | Ютараптор       |                                                  | з 2018                         |
| Вайомінг       | Трицератопс     |                                                  | з 1994                         |